# Frontoserolis abyssalis
Frontoserolis abyssalis är en kräftdjursart som beskrevs av Brandt 2003. Frontoserolis abyssalis ingår i släktet Frontoserolis och familjen Serolidae. Inga underarter finns listade i Catalogue of Life.